# Catena cinematica
In meccanica razionale, la catena cinematica è l'unione di più membri ottenuta con coppie cinematiche, in modo che, fissata la velocità relativa di un membro ad un altro qualsiasi, risultino univocamente determinate le velocità relative di tutti gli altri membri, cioè fissato uno dei membri, il sistema ha un solo grado di libertà.

## Definizioni
Una catena cinematica può essere semplice se ogni membro risulta accoppiato ad un solo membro o al più a due membri contigui, invece se è presente almeno un membro accoppiato con tre o più altri membri la catena cinematica è composta.
Una catena cinematica può essere aperta se esiste un membro con un solo accoppiamento oppure chiusa se viceversa ogni membro è accoppiato ad ambo le parti.
Una catena cinematica si definisce piana qualora fissato un qualsiasi membro, i punti degli altri membri si muovono in piani paralleli fra loro, oppure si definisce sferica se i punti dei membri mobili si muovono su superfici sferiche concentriche, ed infine si definisce spaziale se alcuni suoi punti descrivono traiettore non piane oppure si muovono in piani non paralleli.
Qualora fissassimo un membro della catena cinematica (il membro fisso è detto telaio/ponte) otterremmo un meccanismo, quindi esisteranno tanti meccanismi diversi quanti sono i membri della catena cinematica, la variazione del membro fisso e quindi del meccanismo che ne discende viene detta inversione cinematica.
Qualora invece fissassimo tutti i membri della catena cinematica otterremmo una struttura.

## Applicazioni
In architettura una struttura muraria, ai fini dello studio della sua stabilità, viene schematizzata da una catena cinematica e studiata secondo due modalità, una statica ed una cinematica/dinamica.
- Il metodo statico consiste nel calcolo della curva delle pressioni.
- Il metodo cinematico/dinamico consiste nell'osservare gli spostamenti della struttura nell'ipotesi in cui collassi. Occorre quindi fare un'ipotesi di comportamento della struttura a collasso.

Occorre innanzitutto conoscere i centri di rotazione assoluti dei vincoli, che cambiano a seconda del tipo di spostamento che il vincolo permette.
Dopodiché occorrerà individuare tali centri di rotazione assoluta e i centri di rotazione relativa sulla struttura e misurare gli spostamenti mutui dei corpi.
Per poter analizzare il comportamento della struttura a collasso occorre che la struttura sia labile, ovvero che permetta lo spostamento.
Per determinare se una struttura sia o meno labile ci si avvale dei teoremi delle catene cinematiche.

### Primo teorema delle catene cinematiche
Se una struttura è costituita da 2 corpi rigidi i e j, condizione necessaria e sufficiente perché la struttura sia labile è che i centri di rotazione (assoluti e relativo) siano allineati.
- Ci: centro di rotazione assoluto del tratto i
- Cj: centro di rotazione assoluto del tratto J
- Cij: centro di rotazione relativo del tratto i rispetto al tratto j e viceversa.

Ci, Cj, Cij allineati.

### Secondo teorema delle catene cinematiche
In una struttura labile nella quale tre corpi rigidi i,j,k, sono mutuamente collegati da cerniere, che ne costituiscono centri di istantanea rotazione relativa, questi tre centri Cij, Cjk, Cik sono allineati.

### Teorema di Aronhold-Kennedy
Nel moto relativo piano di tre corpi i; j; k i rispettivi centri di istantanea rotazione sono allineati.
| Controllo di autorità | Thesaurus BNCF 41871 |